# Sherry Buchanan
Sherry Buchanan (Biloxi, 1954) è un'attrice ed ex modella statunitense.

## Biografia
Sherry Buchanan accreditata anche Cheryl Lee Buchanan, esordisce nell'industria cinematografica italiana nel 1973, quando ha sostituito una segretaria di produzione durante le riprese del film Il mio nome è Nessuno in Louisiana. Successivamente trasferita a Roma, si è affermata prima come modella e debutta come attrice nel giallo La polizia chiede aiuto. Buchanan è stata la protagonista dei film: La via della droga del 1977; Il mondo porno di due sorelle del 1978 e Giochi erotici nella terza galassia del 1981.
In seguito è tornata in America per studiare sociologia alla Loyola University New Orleans. Terminati gli studi è tornata nuovamente in Italia per poter riprendere a recitare in parti minori di alcuni film prima di chiudere definitivamente la carriera di attrice nel 1987.

## Filmografia

### Cinema
- La polizia chiede aiuto, regia di Massimo Dallamano (1974)
- Maldoror, regia di Alberto Cavallone (1975)
- Il letto in piazza, regia di Bruno Gaburro (1976)
- L'inconveniente, regia di Pupo De Luca (1976)
- Tentacoli, regia di Ovidio G. Assonitis (1977)
- La via della droga, regia di Enzo G. Castellari (1977)
- Occhi dalle stelle, regia di Mario Gariazzo (1978)
- La settima donna, regia di Franco Prosperi (1978)
- La quinta era glaciale, regia di Sergio Di Nemi – cortometraggio (1978)
- Il mondo porno di due sorelle, regia di Franco Rossetti (1978)
- Il medium, regia di Silvio Amadio (1980)
- Zombi Holocaust, regia di Marino Girolami (1980)
- Carnada, regia di José Juan Munguía e Douglas Sandoval (1980)
- Giochi erotici nella terza galassia, regia di Bitto Albertini (1981)
- Il segreto di Seagull Island, regia di Nestore Ungaro (1982)
- Striscia ragazza striscia, regia di David Schmoeller (1986)
- Capriccio, regia di Tinto Brass (1987)

### Televisione
- Sam e Sally – serie TV (1978)
- Seagull Island – miniserie TV (1981)
- I ragazzi di celluloide – miniserie TV (1981)